# 沃夫科溫齊
49°12′18″N 27°39′22″E / 49.20500°N 27.65611°E
沃夫科溫齊（烏克蘭語：Вовковинці），或译为沃夫科文齊，是烏克蘭西部赫梅利尼茨基州赫梅利尼茨基區沃夫科温齐市镇内的市級鎮及其行政中心。始建於1659年，面積7.10平方公里，海拔高度360米，2022年人口2,367，人口密度每平方公里356.2人。